# Jardín zoológico botánico de Mvog-Betsi
El Jardín zoológico botánico de Mvog-Betsi (en francés: Jardin Zoo-Botanique de Mvog-Betsi) está situado en Yaundé, Camerún y es administrado por el Fondo de Ayuda Camerún Vida Silvestre, así como el Ministerio de Medio Ambiente y Bosques (MINEF) en Camerún. Se especializa en el cuidado de primates, en la vivienda además de otras especies como grandes felinos, reptiles y aves de presa.

## Fauna
- Cercocebus agilis
- Papio hamadryas
- Pan paniscus
- Mandrillus leucophaeus
- Gorilla gorilla
- Lophocebus albigena
- Mandrillus sphinx
- Chlorocebus tantalus
- Erythrocebus patas
- Cercopithecus nictitans
- Cercocebus torquatus
- Panthera leo
- Crocodylus niloticus
- Sagittarius serpentarius